# 7954 Kitao
7954 Kitao eller 1993 SQ2 är en asteroid i huvudbältet som upptäcktes den 19 september 1993 av de båda japanska astronomerna Kazuro Watanabe och Kin Endate vid Kitami-observatoriet. Den är uppkallad efter den japanske amatörastronomen Koichi Kitao.
Asteroiden har en diameter på ungefär 6 kilometer och den tillhör asteroidgruppen Eunomia.